# Tipula iguazuensis
Tipula iguazuensis är en tvåvingeart som först beskrevs av Alexander 1928.  Tipula iguazuensis ingår i släktet Tipula och familjen storharkrankar. Inga underarter finns listade i Catalogue of Life.